# Novi Pazar (Bulgaria)
Novi Pazar (in bulgaro Нови пазар?, traducibile in "Nuovo mercato") è un comune bulgaro situato nella regione di Šumen di 24 031 abitanti (dati 2009). La sede comunale è nella località omonima.

## Località
Il comune è formato dall'insieme delle seguenti località:
- Novi Pazar (Нови Пазар) (sede comunale)
- Bedžene (Беджене)
- Vojvoda (Войвода)
- Enevo (Енева)
- Žilino (Жилино)
- Zajčino (Зайчино)
- Izbul (Избул)
- Mirovci (Мировци)
- Pamukčii (Памукчии)
- Pisarevo (Писарево)
- Pravenci (Правенци)
- Preselka (Преселка)
- Sečište (Сечище)
- Stan (Стан)
- Stojan Mihajlovski (Стоян Михайловски)
- Trănica (Тръница)